# Anoia
För andra betydelser, se Anoia (olika betydelser).
Anoia är ett grevskap, comarca, i centrala Katalonien, i Spanien. Huvudstaden heter Igualada, med 38978 innevånare 2013. Comarcan har fått sitt namn av floden, Riu Anoia, som rinner genom stora delar av grevskapet innan den förenar sig med Llobregat, Kataloniens nästa största flod.

## Kommuner
Anoia är uppdelat i 33 kommuner, municipis.
- Argençola
- Bellprat
- El Bruc
- Cabrera d'Igualada
- Calaf
- Calonge de Segarra
- Capellades
- Carme
- Castellfollit de Riubregós
- Castellolí
- Copons
- Els Hostalets de Pierola
- Igualada
- Jorba
- La Llacuna
- Masquefa
- Montmaneu
- Òdena
- Orpí
- Piera
- La Pobla de Claramunt
- Els Prats de Rei
- Pujalt
- Rubió
- Sant Martí Sesgueioles
- Sant Martí de Tous
- Sant Pere Sallavinera
- Santa Margarida de Montbui
- Santa Maria de Miralles
- La Torre de Claramunt
- Vallbona d'Anoia
- Veciana
- Vilanova del Camí